# ERC Ingolstadt
Az ERC Ingolstadt egy német jégkorongcsapat Ingolstadtban. A csapat a Deutsche Eishockey Ligában játszik. A klub egyszeres német bajnok.

## Története
A klubot 1964-ben alapították ERC Ingolstadt néven.

## Helyezések
Deutsche Eishockey Liga-bajnok: 2013-14